# Petropavlovsk (1894)
|  | For andre betydninger, se Petropavlovsk |
Petropavlovsk (russisk: Петропавловск, tr. Petropavlovsk) var et skib i Petropavlovsk-klassen af pre-dreadnought krigsskibe bygget til Den kejserlige russiske flåde. Hun havde en vægt på 11854 long ton (12.044 t) og var 112,5 m lang med et hovedbatteri på fire 305 mm i to dobbelttårne. Petropavlovsk deltog i bokseropstanden, og under den russisk-japanske krig som flagskib for første stillehavseskadrille, hvor det deltog i slag mod den Kejserlige japanske flåde. Den 13. april 1904 blev slagskibet sænket efter at have ramt to miner ved Port Arthur. 652 mand og 27 officerer døde, inklusive viceadmiral Stepan Makarov og den kendte krigskunstner Vasilij Veresjtjagin. Tabet af Petropavlovsk og Makarov var et stort tilbageslag for Rusland.